# Paulina Krumbiegel
Paulina Krumbiegel (født 27. oktober 2000) er en kvindelig tysk fodboldspiller, der spiller midtbane for 1899 Hoffenheim i 1. Frauen-Bundesliga og Tysklands kvindefodboldlandshold.
Hun blev første gang udtaget til det tyske A-landshold af landstræner Martina Voss-Tecklenburg, til en EM-kvalifikationskamp mod Montenegro, den 22. september 2020. Hun var også inkluderet i brutttruppen til EM i kvindefodbold 2022 i England, men var ikke med i den endelige.

## Landsholdsstatistik
| #  | Dato              | Lokation             | Modstander | Score | Resultat | Turnering               |
| -- | ----------------- | -------------------- | ---------- | ----- | -------- | ----------------------- |
| 1. | 27. november 2020 | Ingolstadt, Tyskland | Grækenland | 6–0   | 6–0      | EM-kvalifikationen 2022 |
| 2. | 13. april 2021    | Wiesbaden, Tyskland  | Norge      | 3–1   | 3–1      | Venskabskamp            |